# Alsike
Alsike è un'area urbana della Svezia situata nel comune di Knivsta, contea di Uppsala.
La popolazione risultante dal censimento 2010 era di 2 681 abitanti.